# Jultolften

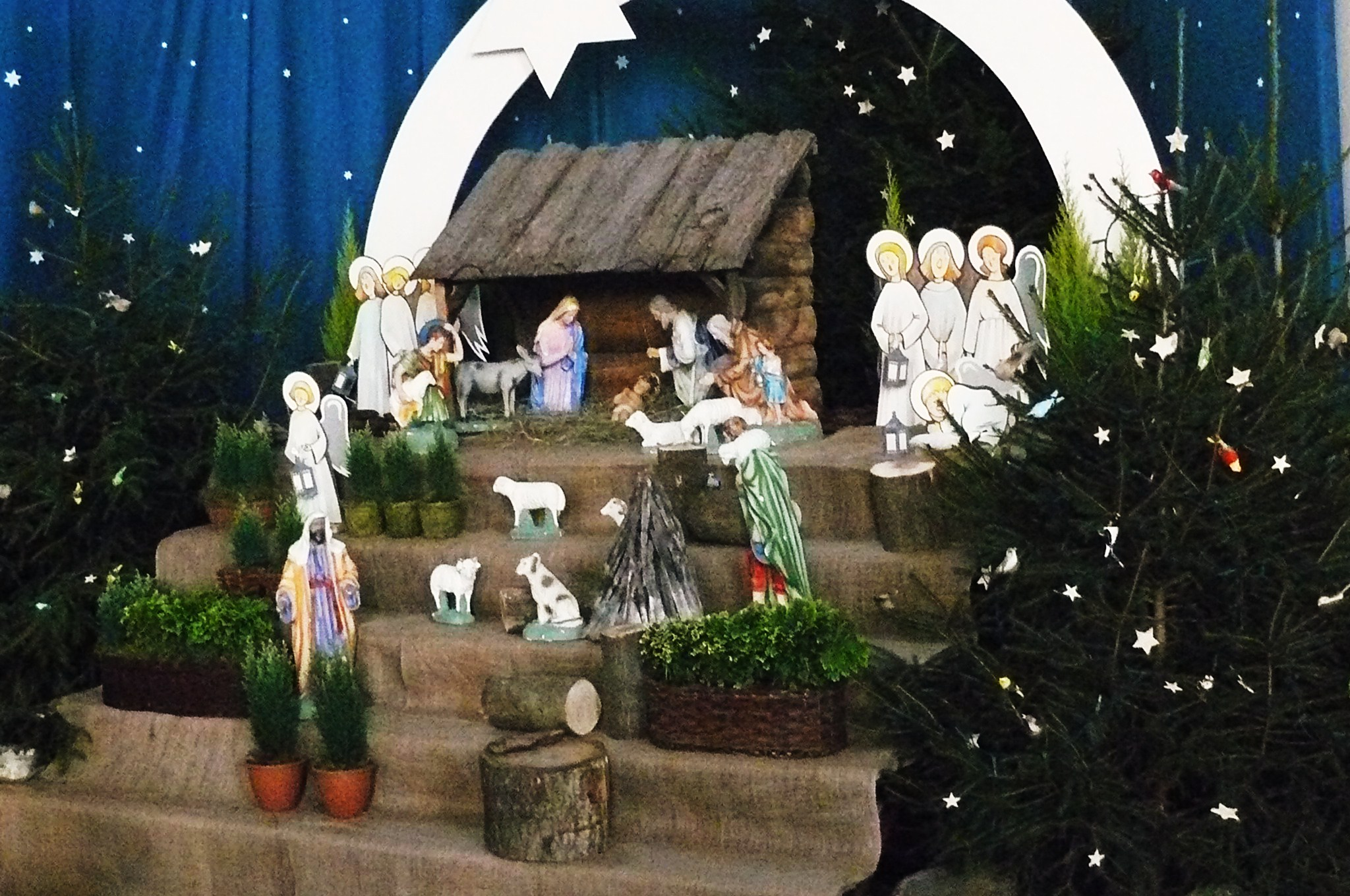
Julgran och julkrubba pryder kyrkorna under jultiden.

Jultolften är en del av kyrkoåret i de flesta kristna kyrkorna. Inom Svenska kyrkan firas jultolften, även om själva begreppet sällan används och man där i stället oftare talar om julkretsen, från 25 december till och med 5 januari.